# Gaudichaudia
Gaudichaudia é um género botânico pertencente à família Malpighiaceae.

## Espécies
- Gaudichaudia acuminata (Moc. & Sessé ex DC.) A.Juss.
- Gaudichaudia affinis Chodat
- Gaudichaudia albida Schltdl. & Cham.
- Gaudichaudia andersonii S.L.Jessup
- Gaudichaudia argentea Chodat
- Gaudichaudia arnottiana A. Juss.

1. ↑  «Gaudichaudia — World Flora Online». www.worldfloraonline.org. Consultado em 19 de agosto de 2020